# Chlenias auctaria
Chlenias auctaria är en fjärilsart som beskrevs av Achille Guenée 1858. Chlenias auctaria ingår i släktet Chlenias och familjen mätare. Inga underarter finns listade i Catalogue of Life.